# Форрест, Сэлли
Сэлли Форрест (англ. Sally Forrest), имя при рождении Кэтрин Сэлли Фини (англ.  Katherine Sally Feeney; 28 мая 1928 — 15 марта 2015) — американская актриса кино, театра и телевидения 1940—1950-х годов.
Среди наиболее значимых работ Форрест в кино — драмы «Нежеланный» (1949), «Никогда не бойся» (1950), «Жёсткая, быстрая и красивая» (1951), фильмы нуар «Загадочная улица» (1950) и «Стрип» (1956), криминальная мелодрама «Код два» (1953), приключенческий экшн «Сын Синдбада» (1955) и фильм нуар «Пока город спит» (1956).
В 1952—1955 годах Форрест играла главную женскую роль в изначальном бродвейском спектакле «Зуд седьмого года».

## Ранние годы и начало карьеры
Сэлли Форрест, имя при рождении Кэтрин Сэлли Фини (или Кэтрин Фини), родилась 28 мая 1928 года в Сан-Диего, Калифорния. Её отец, который был офицером ВМС США, часто переезжал вместе с семьёй с одной военно-морской базы на другую, в конце концов, осев в Сан-Диего, где и родилась Сэлли.
Родители Сэлли, которые увлекались бальными танцами, привили эту любовь и дочери. С пяти лет она стала заниматься танцами, а в 12 лет родители отдали её в танцевальную школу. Как вспоминала позднее Форрест, в школе её «учили широкому спектру дисциплин — от балета до бальных танцев… В последний год учёбы мне посоветовали попробовать свои силы в Голливуде, и администратор школы отвёз меня на пробы в кастинг-офис одной из крупных студий, и Metro-Goldwyn-Mayer предложила мне контракт как танцовщице». Когда Сэлли окончила школу, MGM подписала с ней контракт.

## Карьера на MGM в 1946—1949 годах
После подписания контракта Форрест с семьёй переехала в Голливуд, и в 1945 году начала работу на Metro-Goldwyn-Mayer в составе танцевальной группы студии. Первым фильмом Форрест стал мюзикл «Пока плывут облака» (1946), где она сыграла девушку из танцевального шоу (без упоминании в титрах). После этого на протяжении трёх лет она танцевала в таких мюзиклах MGM, как «Незаконченный танец» (1947), «Фиеста» (1947), «Целующийся бандит» (1948), «Пасхальный парад» (1948), «Пират» (1948), «Парочка Баркли с Бродвея» (1949), «Старым добрым летом» (1949) и «Возьми меня на бейсбол» (1949), хотя часто её имя и не указывалось в титрах.
Свою первую драматическую роль Форрест сыграла в низкобюджетной независимой мелодраме «Отважная мисс Джонс», которая снималась в 1947 году, однако вышла на экраны лишь в 1951 году. По информации Американского института киноискусства, когда фильм был практически закончен, Администрация производственного кодекса, основываясь на его сценарии, выступила против многих сцен, в которых Форрест была без одежды, и не выдала картине прокатное удостоверение. В итоге фильм вышел лишь в 1951 году, «поставив в неловкое положение Форрест, которая к тому времени ужа стала известной актрисой».
В период работы на MGM на талант Форрест обратил внимание хореограф студии Роберт Элтон, и она стала работать у него ассистентом, а также обучать танцам таких звёзд, как Рикардо Монталбан. В 1948 году MGM не стала продлевать с Форрест контракт, и всё ещё как Сэлли Фини, она уволилась из танцевальной группы MGM. Она стала работать ассистентом у хореографа Ларри Себаллоса на студии Columbia Pictures, где, в частности, обучала танго актёра Энтони Декстера, который играл заглавную роль в биографическом фильме «Валентино» (1951). В этот момент она познакомилась с агентом Мило Фрэнком, который стал её агентом и её молодым человеком. Именно Фрэнк убедил её сменить имя на Сэлли Форрест.

## Кинокарьера в 1949—1951 годах
В 1949 году Форрест познакомилась с Айдой Лупино, которая была не только кинозвездой, но и «одной из немногих женщин-кинорежиссёров, которые добились успеха в Голливуде. Лупино сделала себе имя в 1950-е годы серией низкобюджетных фильмов, в которых часто поднимались социальные вопросы и тема роли женщин в обществе. Когда Лупино избрала Форрест на главную роль в своём первом независимом фильме „Нежеланный“ (1949), та уже вышла из контракта с MGM, временно став фрилансером.
В драме «Нежеланный» (1949), сценаристом и неофициальным постановщиком которой (после того, как на третий день работы официальный режиссёр Элмер Клифтон перенёс инфаркт) была Лупино, Форрест сыграла роль молодой, незамужней женщины, которая оказывается беременной после первой же ночи с джазовым пианистом. Героиня фильма сбегает из дома, рожает в специальном учреждении для незамужних матерей, затем из стыда отдаёт ребёнка на усыновление, о чём позднее сожалеет, пытаясь получить ребёнка обратно. Острая тематика картины, которая «рассматривала запретную в то время тему внебрачного материнства», сильная игра Форрест и «сочувственный, непредвзятый подход Лупино к теме» были высоко оценены критиками, кроме того, «картина добилась успеха и в коммерческом плане». Несмотря на то, что роль страдающей незамужней матери шла вразрез с амплуа Форрест, которую в газетах часто описывали как «весёлую, бойкую» или «дерзкую», актриса высоко оценила свой опыт работы в этом фильме. В 2002 году Форрест сказала в интервью «Лос-Анджелес Таймс», что Лупино «была лучшей из тех, с тем я работала. Она всё понимала и точно знала, чего она хочет». В течение последующих двух лет Форрест сыграла главные роли ещё в двух картинах Лупино».
В 1950 году Форрест была одной из трёх танцовщиц, которую MGM рассматривала на роль военной сироты, у которой возникает роман с бывшим американским военным, ставшим парижским художником (Джин Келли), в оскароносном мюзикле Винсента Миннелли «Американец в Париже» (1951), однако роль досталась Лесли Карон. В 1950 году Форрест появилась также в фильме нуар MGM «Загадочная улица» (1950), сыграв одну из ключевых ролей жены персонажа, который был ошибочно обвинён в убийстве. Рецензент «Нью-Йорк Таймс» дал картине высокую оценку, особенно отметив сильные работы целой группы актёров, среди них и Сэлли Форрест.
Первой полностью самостоятельной режиссёрской работой Лупино стала драма «Никогда не бойся» (1950), которая была бесстрастным исследованием судьбы молодой перспективной танцовщицы из ночного клуба (её сыграла Форрест), которая на пороге крупного карьерного прорыва вдруг выясняет, что больна полиомиелитом. Год спустя последовал фильм «Жёсткая, быстрая и красивая» (1951), в котором Лупино взяла Форрест на роль талантливой, но безразличной к спорту теннисистки, которую тащат к успеху её безжалостная, амбициозная и алчная мать (Клер Тревор) вместе с её беспринципным промоутером (Карлтон Янг). По мнению историка кино Хэла Эриксона, в этой картине «Форрест выдала свою лучшую экранную игру в роли блестящей, но эмоционально холодной профессиональной теннисистки». Благодаря ролям в трех фильмах Лупино знаменитый голливудский кинообозреватель Хедда Хоппер назвала в 1951 году Форрест звездой года. В том же году Форрест возобновила контракт с MGM, на этот раз как ведущая актриса.
В криминальной мелодраме «Газетный заголовок» (1951) Форрест была молодой учительницей в небольшом городке, которая уговаривает своего жениха, начинающего газетного репортёра (Киф Брасселл), написать статью о пожилом учителе истории, который выступает за проведение реформ в городе. Выход статьи провоцирует борьбу за власть, в результате которой коррумпированный мэр и члены совета подают в отставку, влиятельные криминальные структуры покидают город, а жених Форрест получает существенное повышение в газете, что позволяет молодой паре пожениться. В музыкальной комедии «Извините за пыль» (1951) Форрест «смогла применить свои танцевальные способности», сыграв возлюбленную изобретателя в небольшом американском городке в 1895 году, который одержим целью создать собственный автомобиль.
Следующим фильмом Форрест стал музыкальный фильм нуар «Стрип» (1951), в котором она сыграла Джейн Тэффорд, танцовщицу в ночном клубе в районе Сансет-стрип, которая мечтает стать кинозвездой. В неё влюбляется барабанщик из оркестра Стэн Макстон (Микки Руни), который, желая помочь Джейн с карьерой, знакомит её с обладающим обширными связями гангстером, который сам проявляет интерес к девушке. Цепь последующих событий приводит к тому, что гангстера находят убитым, Джейн — тяжело раненой, а Стэн становится главным подозреваемым. Как отметил киновед Боб Порфирио, «Стрип» стал «одним из серии небольших нуаров, в которых сыграл Микки Руни в 1950-е годы, где он как обычно изображал искреннего маленького парня, которого мучает жизнь». Однако в отличие от других нуаров Руни, «этот фильм опирается на крепкую производственную поддержку MGM, а также содержит несколько отличных джазовых композиций», в том числе, в исполнении Луиса Армстронга.
В историческом фильме нуар «Странная дверь» (1951), которая была поставлена на студии Universal по рассказу Роберта Луиса Стивенсона, Форрест сыграла Бланш, племянницу психически больного французского аристократа Алена де Малетруа (Чарльз Лоутон), который из мести за то, что её отец увёл его возлюбленную, тайно запирает отца Бланш в подземелье своего замка, а много лет спустя выдаёт племянницу замуж за дворянина с испорченной репутацией. Однако тот оказывается достойным человеком, и между ним и Бланш начинается настоящий роман. В итоге после серии приключений им и отцу удаётся вырваться из рук Алена и бежать из замка благодаря слуге, которого сыграл Борис Карлофф.
Наконец, в вестерне MGM «Долина мести» (1951) Форрест снова досталась роль молодой официантки Лили Фэскен, родившей ребёнка вне брака, которая отказывается назвать имя отца. Когда управляющий ранчо Оуэн Дэйбрайт (Берт Ланкастер) даёт ей приличные деньги на содержание ребёнка, братья Лили заключают, он и есть его отец и угрожают Оуэну расправой. Однако позднее выясняется, что Оуэн, который был приёмным сыном в семье владельца ранчо, покрывал грехи своего женатого сводного брата. Как отметил обозреватель «Нью-Йорк Таймс» Босли Краузер, «единственный интерес в фильме заключается в том, насколько у Оуэна хватит терпения мириться с делишками своего брата». Что касается игры Форрест, то, по словам Краузера, она «вызывает симпатию в роли девушки, которая вынашивает незаконнорожденного сына в благородном молчании, не желая сделать больно доброй и порядочной жене человека, который её предал».
В 1953 году в криминальной мелодраме «Кодекс два» (1953) Форрест сыграла гостеприимную жену молодого полицейского на мотоцикле, который вместе с коллегой вступает в схватку с бандой похитителей скота, преследуя их трейлер на автострадах Калифорнии.
В 1953 году муж Форрест получил руководящий пост в телекомпании CBS TV, после чего она вместе с ним переехала в Нью-Йорк, где играла в театральных постановках и в нью-йоркских телесериалах. В июне 1954 года Форрест сменила Ванессу Браун в изначальной бродвейской постановке спектакля «Зуд седьмого года» в роли, которую позднее в кино сыграла Мерлин Монро.
В 1955 году вышел приключенческий фильм студии RKO Pictures «Сын Синдбада» (1955), съёмки которого состоялись в начале 1953 года, ещё до переезда Форрест в Нью-Йорк. В этом фильме, по словам историка кино Хэла Эриксона, Форрест «была довольно соблазнительна и неожиданно белокура в роли девушки из персидского гарема». По информации The Telegraph, владелец студии Говард Хоукс «заставил её танцевать в костюме настолько малом, что он едва вписывался в требования Кодекса Хейса, и который пришлось приклеивать к ней по частям». В течение двух лет Администрация производственного кодекса не выдавала прокатный сертификат студии, и в конечном итоге главный танцевальный номер Форрест по требованию американских цензоров был удалён, однако он остался в варианте фильма для европейского просмотра. Ныне, по словам The Telegraph, фильм «стал культовой классикой».
По возвращении в Лос-Анджелес Форрест сыграла в фильме нуар Фритца Ланга «Пока город спит» (1956), исполнив роль ассистента руководителя в крупной медиакорпорации и невесты главного героя, ведущего журналиста одной из крупных газет (Дэна Эндрюс), которая соглашается сыграть роль наживки для серийного убийцы. Босли Краузер высоко оценил актёрскую игру в этом увлекательном газетном триллере, отметив среди прочих и работу Форрест.
Последний раз Форрест появилась на большом экране в роли дамы из общества в мелодраме Columbia Pictures «На магистрали» (1957), который делался как пилотный фильм для телевидения, однако затем был выпущен в кинотеатры, после того, как его не удалось продать телевидению.

## Карьера на телевидении и прочая деятельность
На протяжении 1950—1960-х годов Форрест была гостевой звездой в эпизодах таких популярных драматических сериалов, как «Театр звёзд „Шлитц“» (1952), «Первая студия» (1953), «Саспенс» (1953), «Кульминация» (1955—1958), «Преследование» (1958), «Сыромятная плеть» (1959, 1964), «Миллионер» (1960) и «Семейное дело» (1967). Кроме того, Форрест выступала на телевидении с танцевально-песенными номерами в Шоу Эда Салливана, Шоу Дины Шор и Часе Реда Скелтона. В 1967 году Форрест завершила актёрскую карьеру на телевидении.
В 1960 году Форрест выступала в танцевальном шоу в Лас-Вегасе, после чего выступала в Ванкувере в мюзикле с песнями и танцами «Чёртовы янки». В 1974 году она играла главную роль в мюзикле с чечёткой «Нет, нет, Нанетт» в театре Starlight Theatre в её родном Сан-Диего.

## Актёрское амплуа и оценка творчества
Голубоглазая рыжеволосая Сэлли Форрест начала профессиональную карьеру в 17-летнем возрасте в танцевальной группе киностудии Metro-Goldwyn-Mayer. Как отмечено в The Telegraph, она «могла бы долго томиться в ряду хористок в мюзиклах MGM, если бы её не обнаружила британская актриса и режиссёр Айда Лупино». Форрест сыграла главные роли в драматических ролях в таких новаторских для Голливуда фильмах Лупино, как «Нежеланный» (1949), «Никогда не бойся» (1950) и «Жёсткая, быстрая и красивая» (1951). Она также сыграла в таких заметных фильмах нуар, как «Загадочная улица» (1950), «Стрип» (1951) и «Пока город спит» (1956). Кроме того, в 1951 году на студии Metro-Goldwyn-Mayer Форрест сыграла главные роли в целой серии фильмов, среди которых «Газетный заголовок», «Извините за пыль», «Странная дверь» и «Долина мести». В 1950-е годы партнёрами Форрест были такие звёзды, как Микки Руни, Ред Скелтон, Чарльз Лоутон, Борис Карлофф и Берт Ланкастер. Однако, по словам The Telegraph, «её роли в крупных фильмах были в основном неглавными, и она так и не стала большой звездой». Кинообозреватель Хедда Хоппер однажды навала Форрест «типичным примером недооценённого таланта в Голливуде».

## Личная жизнь
В 1951 году Форрест вышла замуж за сценариста и продюсера Мило Фрэнка, с которым прожила до его смерти в 2004 году. В браке у них не было детей.

## Смерть
Сэлли Форрест умерла 15 марта 2015 года в возрасте 86 лет в своём доме в Беверли-Хиллс после длительной борьбы с раком.
У неё осталась племянница Шерон и племянники Майкл и Марк.

## Фильмография
| Год       |   | Русское название                | Оригинальное название         | Роль                                                           |
| --------- | - | ------------------------------- | ----------------------------- | -------------------------------------------------------------- |
| 1946      | ф | Пока плывут облака              | Till the Clouds Roll By       | артистка шоу (в титрах не указана)                             |
| 1948      | ф | Ты за это?                      | Are You with It?              | танцовщица (в титрах не указана)                               |
| 1948      | ф | Целующийся бандит               | The Kissing Bandit            | танцовщица на фиесте (в титрах не указана)                     |
| 1949      | ф | Нежеланный                      | Not Wanted                    | Сэлли Келтон                                                   |
| 1949      | ф | Пламя юности                    | Flame of Youth                | мисс О'Брайен (в титрах указана как Кэтрин Лэнг)               |
| 1949      | ф | Возьми меня на бейсбол          | Take Me Out to the Ball Game  | танцующая на вечеринке у причала (в титрах не указана)         |
| 1949      | ф | Мистер Бельведер едет в колледж | Mr. Belvedere Goes to College | мисс Кэволлер, секретарша доктора Гиббса (в титрах не указана) |
| 1949      | ф | Место преступления              | Scene of the Crime            | (в титрах не указана)                                          |
| 1949      | ф | Танцующие в темноте             | Dancing in the Dark           | секретарша (в титрах не указана)                               |
| 1950      | ф | Загадочная улица                | Mystery Street                | (в титрах не указана)                                          |
| 1950      | ф | Долина мести                    | Vengeance Valley              | Лили Фэскен                                                    |
| 1950      | ф | Никогда не бойся                | Never Fear                    | Кэрол Уильямс                                                  |
| 1950      | ф | Водоворот                       | Whirlpool                     | (в титрах не указана)                                          |
| 1950      | ф | Мой голубой рай                 | My Blue Heaven                | (в титрах не указана)                                          |
| 1951      | ф | Жёсткая, быстрая и красивая     | Hard, Fast and Beautiful      | Флоренс Фарли                                                  |
| 1951      | ф | Извините за пыль                | Excuse My Dust                | Лиз Буллит                                                     |
| 1951      | ф | Газетный заголовок              | Bannerline                    | Ричи Лумис                                                     |
| 1951      | ф | Загадочная дверь                | The Strange Door              | Бланш де Малетруа                                              |
| 1951      | ф | Стрип                           | The Strip                     | Джейн Тэффорд                                                  |
| 1952      | с | Театр звёзд «Шлитц»             | Schlitz Playhouse of Stars    |                                                                |
| 1953      | ф | Код два                         | Code Two                      | Мэри Хартли                                                    |
| 1953      | с | Театр «Армстронга»              | Armstrong Circle Theatre      |                                                                |
| 1953      | с | Первая студия                   | Studio One                    | разные роли (2 эпизода)                                        |
| 1953      | с | Саспенс                         | Suspense                      |                                                                |
| 1953      | с | Телевизионный театр «Форда»     | The Ford Television Theatre   |                                                                |
| 1953      | с | Видео-театр «Люкс»              | Lux Video Theatre             | Эми Бойд                                                       |
| 1955      | ф | Сын Синдбада                    | Son of Sinbad                 | Амир                                                           |
| 1955      | ф | Пока город спит                 | While the City Sleeps         | Нэнси Лиггетт                                                  |
| 1955      | ф | На магистрали                   | Ride the High Iron            | Элси Вандерс                                                   |
| 1955      | с | Театр кинорежиссёров            | Screen Directors Playhouse    | Полли Паркер                                                   |
| 1955      | с | Час «Ю.С. Стил»                 | The United States Steel Hour  | медсестра (в титрах не указана)                                |
| 1955—1956 | с | Первый ряд в центре             | Front Row Center              | разные роли (2 эпизода)                                        |
| 1955—1958 | с | Кульминация                     | Climax!                       | разные роли (4 эпизода)                                        |
| 1956      | с | Шоу Реда Скелтона               | The Red Skelton Show          | балерина                                                       |
| 1956      | с | Театр знаменитостей             | Celebrity Playhouse           | Сильвия                                                        |
| 1958      | с | Преследование                   | Pursuit                       | 1 эпизод                                                       |
| 1959—1964 | с | Сыромятная плеть                | Rawhide                       | разные роли (2 эпизода)                                        |
| 1960      | с | Театр «Дженерал Электрик»       | General Electric Theater      | Кристи Норт                                                    |
| 1960      | с | Миллионер                       | The Millionaire               | Эмили Бейкер                                                   |
| 1967      | с | Семейное дело                   | Family Affair                 | Эстель                                                         |